# Toxoproctis adrian
Toxoproctis adrian är en fjärilsart som beskrevs av Alexander Schintlmeister 1994. Toxoproctis adrian ingår i släktet Toxoproctis och familjen tofsspinnare. Inga underarter finns listade i Catalogue of Life.